# Midazolam
El midazolam es una benzodiazepina de semivida corta utilizada como ansiolítico o en procesos ligeramente dolorosos. Se utiliza sobre todo por vía intravenosa, pero se puede administrar por vía intranasal, rectal, oral, intramuscular o subcutánea. Es un poderoso ansiolítico, hipnótico, anticonvulsionante, relajante esqueletomuscular y tiene propiedades sedativas. Es considerado una benzodiazepina de rápido efecto. Gracias a sus propiedades es frecuentemente usado en procedimientos médicos que requieren sedación pero que no son dolorosos. En caso de requerirse sedación para procedimientos dolorosos, como la extracción dental o la reducción de fracturas,  debe ser acompañado de medicamentos con efecto analgésico, administrados también generalmente por vía endovenosa.
Es útil para la realización de procedimientos diagnósticos, endoscópicos o quirúrgicos de corta duración, como broncoscopias, gastroscopias, cistoscopias, angiografías, cateterismo cardiaco y cirugía menor ambulatoria. Además, se utiliza como medicación preanestésica y para acompañar la inducción de la anestesia general.
Sintetizado por primera vez en 1976 por Fryer and Walser, también puede ser utilizado para producir sedación a largo plazo en pacientes que se encuentren en unidades de cuidados intensivos.
El 15 de octubre de 2013, en el estado de Florida (Estados Unidos), el midazolam fue utilizado por vez primera como anestésico en la aplicación de una sentencia de pena de muerte por inyección letal. En febrero de 2014 se aprobó en Virginia, y en abril de ese mismo año se aplicó en el estado de Oklahoma en una polémica ejecución.
Este fármaco requiere experiencia en su uso, sobre todo por su riesgo de depresión respiratoria, lo cual requiere ser hábil en el manejo de la vía aérea. Está contraindicado en las siguientes situaciones:
- Alergia a las benzodiazepinas.
- Miastenia grave. La fatiga muscular puede incrementarse.
- Insuficiencia respiratoria severa. Puede potenciar la depresión respiratoria.
- Glaucoma de ángulo cerrado. El posible efecto anticolinérgico de la benzodiazepina puede aumentar la presión intraocular.
- Apnea del sueño.
- Insuficiencia hepática severa. Por riesgo asociado de encefalopatía.
- Intoxicación etílica aguda.
- Coma o síncope.